# کریستوفر
کریستوفر یک نام کوچک است. افراد شاخص با این نام عبارت‌اند از:
- کریستوفر قدیس
- کریستوفر هیچنز
- کریستوفر لی
- کریستوفر مارلو
- کریستوفر نولان کارگردان بریتانیایی - آمریکایی
- کریستوفر پلامر
- کریستوفر ریو
- کریستوفر واکن
- کریستوفر رن
- کریستوفر (خواننده) خواننده دانمارکی
- کریستوفر چان بنگ (خواننده) خواننده ی استرالیایی-کره‌ای